# Kepler-16b
Kepler-16b екзопланета у подвійної зірки Kepler-16 AB в сузір'ї Лебедя.
Орбітальний період обертання навколо пари материнських зірок становить 229 днів. Перша материнська зірка є помаранчевим карликом спектрального класу K і має масу 0,7 маси Сонця, а друга материнська зірка є червоним карликом спектрального класу M з масою в 5 разів менше сонячної. Планета розміром з Сатурн, складається наполовину з газу і наполовину з каменю і є підтвердженою планетою з кратною орбітою.
Планета була відкрита в 2011 році за допомогою транзитного методу телескопом «Кеплер». Вчені змогли виявити планету через затемнення однієї зірки в той момент, коли друга не затьмарювала її.
Кеплер-16 b незвичайна в тому, що її орбіта менше радіуса, який вважався внутрішнім кордоном для формування планет в системі подвійної зірки. Згідно із заявою планетарного експерта з Массачусетського технологічного університету (MIT) Сари Сігер, раніше вважалося за необхідне, для того щоб планета мала стабільну орбіту в такій системі, вона повинна була бути віддалена від зірок на відстань як мінімум в сім разів далі, ніж відстань на яку вони віддалені один від одного. Орбіта Kepler-16 b знаходиться лише на половині цієї відстані.
Проходження планети однієї із зірок не можна буде спостерігати з 2014 року, а другої, яскравішої зірки, — з 2018 року. Після цього планета буде невиявною транзитним методом до 2042 року.
Температура поверхні планети низька, змінюється від -70 °C до -100 °C. Рік на планеті (оборот навколо обох світил) триває 229 днів.
У пресі планета порівнювалася з планетою Татуїн із «Зоряних воєн», яка також оберталася навколо двох зірок.